# Ганза, Николай Алексеевич
Никола́й Алексеевич Ганза́ (род. 27 октября 1946, с. Шемонаиха, Восточно-Казахстанская область, Казахская ССР, СССР) — российский государственный деятель. Председатель правительства Удмуртской Республики с 23 апреля 1999 по 15 октября 2000.

## Биография
Родился 27 октября 1946 года в селе Шемонаиха (ныне город) на востоке Казахской ССР.
В 1971 году окончил Томский политехнический институт им. С. М. Кирова по специальности «разделение и применение изотопов» (инженер-физик).
В 1971—1982 — работал на гидрометаллургическом заводе № 2 Навоийского горнометаллургического комбината (г. Заравшан, Узбекская ССР) — мастер-технолог, технолог отделения, начальник отделения, инженер-технолог, начальник цеха.
В 1982—1986 — главный инженер, заместитель директора по капитальному строительству Северного рудоуправления Навоийского горнометаллургического комбината (г. Учкудук, Узбекистан).
В 1986—1994 — заместитель главного инженера, заместитель директора по капитальному строительству, директор Восточного горно-обогатительного комбината (г. Жёлтые Воды Днепропетровской области Украины).
В 1994—1999 — генеральный директор производственного объединения (с 1996 г. — ОАО) Чепецкий механический завод (г. Глазов, Удмуртская Республика).
23 апреля 1999 года был назначен председателем Правительства Удмуртской Республики. Занимал этот пост до выборов президента Удмуртии. В то же время баллотировался на первых выборах президента Удмуртской Республики. На выборах, состоявшихся 15 октября 2000 года, занял третье место (12,3 % голосов) среди восьми кандидатов. Основной причиной своего поражения Николай Ганза назвал двухмесячный поток грязи в республиканской прессе, направленный против него, и отсутствие реальных способов что-то опровергнуть.
Избирался депутатом Государственного Совета Удмуртской Республики второго созыва (1999—2003). С 1999 года по должности председателя правительства входил в состав Совета Федерации Федерального Собрания РФ, являлся членом Комитета по науке, культуре, образованию, здравоохранению и экологии. В апреле 2001 года передал полномочия члена Совета Федерации представителю Правительства Республики, назначенному в соответствии с новым порядком формирования верхней палаты российского парламента.
В 2001 — генеральный директор Побужского ферроникелевого комбината, Кировоградская область Украины.
В 2001—2002 — первый заместитель генерального директора завода «Спецсталь» (г. Екатеринбург).
С апреля 2003 года — управляющий филиалом минерально-химической компании «Еврохим» (г. Ковдор, Мурманская область).
В 2011 году назначен советником исполнительного директора ГОКа[что?] по вопросам стратегии и перспектив развития, социальной политики предприятия, взаимодействия с региональными органами законодательной и исполнительной власти, общественными организациями и объединениями.

## Награды
Награждён медалью «За трудовую доблесть».